# Billy Bathgate (Roman)
Billy Bathgate ist ein 1989 erschienener Roman des US-amerikanischen Schriftstellers E. L. Doctorow. Der Roman spielt in den 1930er Jahren und erzählt aus der Perspektive des 15-jährigen Billy „Bathgate“ Behan die letzten Monate im Leben des Gangsters Dutch Schultz, einer historisch realen Figur.
Billy Bathgate ist ein mehrfach preisgekrönter Roman. Er erhielt 1990 die William-Dean-Howells-Medaille, die alle fünf Jahre von der American Academy of Arts and Letters für den außergewöhnlichsten Roman vergeben wird, und wurde mit dem PEN/Faulkner Award for Fiction sowie dem National Book Critics Circle Award ausgezeichnet. Nach Ragtime war dies das zweite Mal, dass E. L. Doctorow letzteren Preis erhielt. Billy Bathgate war außerdem 1989 für den National Book Award und 1990 für den Pulitzer Prize nominiert.

## Romanhandlung
Erzähler der Handlung ist Billy Behan, der sich im Verlauf der Handlung den Namen Bill Bathgate gibt. Verarmt und vaterlos wächst er in der Bronx, dem nördlichsten Stadtteil von New York auf. Sein Vater hat seine Mutter verlassen, sie leben kärglich von dem Lohn, den seine vor Kummer über den Verlust halbverrückte Mutter als Wäscherin verdient. Die Zeiten der Prohibition sind vorbei, immer noch sind jedoch die Mitglieder krimineller Vereinigungen die wohlhabendsten Personen im Stadtteil. Sie verdienen ihr Geld nicht mehr mit Alkoholschmuggel, sondern mit gezinkten Wetten, als Nachtclubbesitzer und mit ihrer Bereitschaft, Probleme auch durch Mord aus der Welt zu schaffen. Billy Bathgate wird in Kapitel 6 unter anderem Zeuge des fingierten Arbeitsunfalls zweier Fensterputzer, unter denen ihre Arbeitsbühne wegbricht, als sie dabei sind, die Fenster eines Hochhauses zu reinigen.
Die Handlung beginnt mit den Vorbereitungen zur Ermordung von Bo Weinberg. Weinberg war ein früheres Bandenmitglied von Dutch Schultz, einem von den Halbwüchsigen bewunderten Mobster der Kosher Nostra. Billy – bislang nur Laufbursche und Maskottchen in dem Büro, von dem aus für Dutch Schultz die gezinkten Wetten arrangiert werden – ist geduldeter Augenzeuge, als die Füße von Weinberg in einem Waschzuber einzementiert werden, um ihn dann vor der Küste New Yorks im Meer zu ertränken.
In den folgenden Kapiteln erzählt Billy Behan, wie er mit Chuzpe und Gewandtheit Zugang zu dem innersten Kreis um Dutch Schultz gewann. Er fällt Dutch Schultz zunächst als geschickter Jongleur auf und der erste Satz, der das zweite Kapitel einleitet, ist charakteristisch für den Sprachstil des Romans:

„Das Jonglieren hatte mich dort hingebracht, wo ich war. Immer wenn wir beim Lagerhaus an der Park Avenue herumhingen, und ich meine nicht die legendäre reiche Park Avenue, sondern die Park Avenue der Bronx, eine merkwürdig charakterlose Straße mit Garagen und eingeschossigen Werkstätten und Höfen von Steinmetzen und ab und zu einem mit Teerpappe, die wie Klinker aussehen sollte, verkleideten Holzhaus, ein mit unebenen quadratischen Steinen gepflasterter Boulevard, dessen nördliche und südliche Straßenseite ein breiter Graben trennte, auf dessen Grund zehn Meter unter dem Fahrbahnniveau die Züge der New-York-Central-Linie unter kreischendem Getöse durchsausten und manchmal mit Windstößen, die den schiefen, verbogenen Zaun aus Eisenspeeren am Rand des Grabens schwanken ließen, woran wir so gewöhnt waren, daß wir unser Gespräch unterbrachen und es mitten im Satz fortführten, wenn der Krach nachließ – und immer wenn wir dort herumhingen, um einen Blick auf die Bierlaster zu erhaschen, warfen die andern Typen mit Pennies auf die Mauer oder spielten auf dem Trottoir mit Kronkorken Schnippschnapp oder vergeudeten einfach ihre Zeit mit Spekulationen darüber, was sie tun würden, wenn sie Mr. Schultz je auffielen, wie sie sich als Bandenmitglieder bewähren würden, wie sie aufsteigen und die frischen Hundert-Dollar-Noten auf die Küchentische ihrer Mütter werfen würden, die sie angeschrien, und ihrer Väter, die ihnen den Arsch versohlt hatten, immer dann übte ich Jonglieren.“

Billy Behan wird zum Bewunderer von Otto Berman, dem Buchhalter und mathematischen Genie hinter den fingierten Wetten. Unter Bermans Einfluss lernt Billy Behan sich richtig zu kleiden und zu benehmen. Er stellt aber auch fest, dass Verbrechen, wenn es funktioniert, wie es funktionieren soll, wenig aufregend ist: Sehr lukrativ und sehr langweilig kommentiert er an einer Stelle. Billy Behan wird schließlich zu einer Art von Maskottchen von Dutch Schultz. Schultz nimmt ihn mit, als er sich aufgrund einer Anklage wegen Steuerhinterziehung in den Landkreis Onondaga zurückzieht. In dem von den Auswirkungen der schweren Wirtschaftskrise gezeichneten Landkreis gibt sich Dutch Schultz als biederer und wohltätiger Geschäftsmann und findet so letztlich eine Jury, die ihn von dem Vorwurf der Steuerhinterziehung freispricht. Der junge Billy Behan spielt in dieser Scharade ebenfalls eine Rolle – er mimt den wohlerzogenen Protegé von Schultz, der von Lola Drews als vermeintlicher Gouvernante begleitet wird, und schließt sich sogar dem sonntäglichen Bibelkreis an.
Billy Behan verliebt sich zunehmend in Lola Drew, die seit der Ermordung von Weinberg die neue Geliebte von Dutch Schultz ist. Ursprünglich war die verheiratete Drew die Geliebte von Bo Weinberg und wenn sie auch nicht die Augenzeugin des Mordes an ihm war, wurde sie am Abend seiner Ermordung mit ihm gemeinsam entführt. Sie wäre daher in der Lage, zumindest als Zeugin dafür zu dienen, dass Schultz hinter dem Verschwinden von Weinberg steckt. Nur ihre sexuelle Anziehungskraft auf Schultz bewahrt sie davor, zumindest nicht sofort gleichfalls ermordet zu werden. Sie gehört zu den Personen, die Dutch Schultz nach Onondaga begleiten. Die offenbar aus wohlhabendem Haus stammende und umgangssichere Drew scheint sich von dem jähzornigen Schultz zunehmend mehr zu distanzieren; während eines heimlichen Picknicks mit Billy Behan befragt sie ihn weinend zu den letzten Lebensminuten Weinbergs. Zum Zeitpunkt des Prozessbeginns in Onondaga wird Billy Behan beauftragt, Drew nach Saratoga Springs zu begleiten, damit sie dem Presserummel während des Prozesses in Onondaga entgeht. Während der Fahrt dorthin verführt Drew Billy Behan.
Die öffentliche Aufmerksamkeit nach dem Freispruch von Schultz durch die Jury von Onondaga sorgt sehr bald dafür, dass Bundesstaatsanwalt Thomas Dewey eine erneute Anklage gegen Schultz vorbringt. Schultz ist gezwungen, sich aus New York zurückzuziehen und Zuflucht im US-Bundesstaat New Jersey zu suchen. Als Billy Behan ihn und seine Leute dort aufsucht, kommt es zu einem finalen Mordanschlag auf den Mobster durch eine rivalisierende Gang. Nur Billy Behan und der Barkeeper überleben diesen Anschlag. Der noch vor dem Eintreffen der Polizei zum Mordtatort zurückkehrende Billy Behan vermutet, dass es sich bei den letzten Zahlen, die der sterbende Otto Berman murmelt, um die Zahlenkombination mit den Tageseinnahmen handelt. Er verschafft sich Zugang zu dem Hotelzimmer von Schultz und entwendet das Geld.

## Historische Figuren

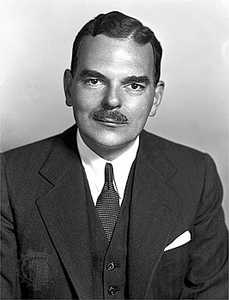
Der historische Thomas E. Dewey

Doctorow verarbeitete in seinem Roman eine Reihe historischer Figuren:

Dutch Schultz war ein Mobster der Kosher Nostra, der im Oktober 1935 ermordet wurde. Schultz’ angehäuftes Vermögen, das auf sieben Millionen USD geschätzt wurde und das er in einem Safe aufbewahrte, wurde nie entdeckt. Doctorow verarbeitet in Billy Bathgate einige Vorkommnisse um Dutch Schultz, die von Zeugen belegt sind. So gibt es von der Ermordung von Jules Modgilewskiy einen Zeugenbericht durch Schultz’ ehemaligen Anwalt Richard „Dixie“ Davis.

„Dutch Schultz war mies. Er hatte getrunken und zog plötzlich seine Waffe. Schultz trug seine Pistole unter seiner Weste, und hatte sie in die Hose gesteckt, direkt an seinem Bauch. Ein Griff in seine Weste und er hatte sie in seiner Hand. In einer einzigen schnellen Bewegung zog er sie raus, steckte sie in den Mund von Jules Martin und drückte den Abzug. So einfach und undramatisch war das. Nur eine schnelle Bewegung der Hand. Dutch Schultz beging diesen Mord mit einer Gleichgültigkeit als würde er sich gerade seine Zähne putzen.“

Anschließend entschuldigte sich Schultz bei seinem Anwalt dafür, dass dieser Zeuge eines Mordes geworden war. Im Roman ist diese Ermordung eine der Schlüsselszenen, wobei die Ermordung nicht direkt geschildert wird. Billy Behan vernimmt in seinem Hotelzimmer den Schuss. Er findet dann den erregten Schultz, den vor Entsetzen mit Schweiß bedeckten Davis und den sterbenden Modgilewsky im schräg gegenüberliegenden Hotelzimmer vor. Billy Behan, der eine Rolle bei der Beseitigung der Leiche spielt, wird durch dieses Ereignis endgültig bewusst, dass Schultz sich eines Tages von ihm in ähnlich kaltblütiger Weise entledigen wird, wenn er seine Nützlichkeit verloren hat.

Abraham Weinberg, genannt Bo Weinberg, war ein Mitglied der Kosher Nostra, der 1935 auf nicht geklärter Weise verschwand. Der Mord an Bo Weinberg ist eine historisch nicht belegbare Erfindung Doctorows, entspricht allerdings der wahrscheinlichsten Ursache für sein Verschwinden.

Otto Berman: Am Abend des 23. Oktober 1935 nahm Berman zusammen mit zwei anderen Angehörigen der Bande des Dutch Schultz sowie diesem selbst an einem Treffen in einem Restaurant in Newark, New Jersey teil. Während dieser Versammlung stürmten plötzlich einige schwerbewaffnete Männer das Lokal. Die wahrscheinlich auf Weisung von Lucky Luciano handelnden Auftragskiller, unter ihnen Charles Workman und Emanuel Weiss von Murder, Inc., eröffneten sofort das Feuer auf Dutch Schultz und seine Männer. Berman wurde von mehreren Projektilen getroffen und schwer verletzt. Er verlor noch am Ort des Überfalls das Bewusstsein und erlag einige Stunden später in einem Krankenhaus in Newark seinen Verletzungen. In Billy Bathgate stirbt Berman dagegen noch am Tatort.

Thomas E. Dewey war von 1943 bis 1955 Gouverneur des Bundesstaates New York und zweimaliger erfolgloser Kandidat für die Republikaner bei den Präsidentschaftswahlen 1944 und 1948. Der Beginn seiner politischen Karriere geht auf das Jahr 1935 zurück, als er zum Staatsanwalt ernannt wurde um gezielt gegen das Organisierte Verbrechen vorzugehen.

Lulu Rosenkranz und Abe Landau waren Leibwächter von Dutch Schultz, die im Oktober 1935 gleichfalls ermordet wurden.

Bei Billy Behan und Lola Drews handelt es sich dagegen um fiktive Personen.

## Rezensionen
Der Schriftsteller Daniel Kehlmann schrieb in einem Artikel für die Frankfurter Allgemeine Zeitung über E. L. Doctorow und seinen Roman Billy Bathgate:

„Mein erster Doctorow-Roman war ‚Billy Bathgate‘, und durch ihn begriff ich zum ersten Mal – ich war sechzehn Jahre alt –, was das eigentlich ist: die Stimme eines Romans. Sie ist nicht identisch mit dem Stil, eher ist sie die Illusion einer Person, identisch weder mit dem Erzähler noch mit dem Autor, doch mit beiden eng verwandt.“

Kehlmann setzt fort mit einem Vergleich der unterschiedlichen Sprachstile, die Doctorow in seinen Romanen verwendet:

„Der Billy-Bathgate-Ton, im Pendelschlag seiner langen, langen Sätze, ist ganz anders als der Ton des unverlässlichen, weil persönlich zutiefst beteiligten Erzählers Daniel Isaacson in ‚Das Buch Daniel‘, des mit seiner Angst kämpfenden Sheriffs von ‚Welcome to Hard Times‘ oder des sonderbar allwissenden Historikers von ‚Ragtime‘. Gute Literatur entsteht aus Sparsamkeit der Mittel, große aber aus der Verschwendung. Sie erweckt den Anschein, als wäre alles leicht und der Phantasie wären keine Grenzen gesetzt.“

## Verfilmung
Der Roman wurde 1991 mit gleichnamigem Titel verfilmt Regie führte Robert Benton, das Drehbuch schrieb Tom Stoppard. Nicole Kidman wurde für ihre Rolle der Lola Drew Preston als Beste Nebendarstellerin für den Golden Globe Award nominiert. Bo Weinberg wurde von Bruce Willis und Dutch Schultz von Dustin Hoffman dargestellt.

## Ausgaben
- E. L. Doctorow: Billy Bathgate. Roman (Originaltitel: Billy Bathgate). Deutsch von Angela Praesent. Kiepenheuer und Witsch, Köln 2006, ISBN 3-462-03660-2, 421 S. (auf Deutsch erstmals 1990)